# Saurita maratha
Saurita maratha är en fjärilsart som beskrevs av Druce 1899. Saurita maratha ingår i släktet Saurita och familjen björnspinnare. Inga underarter finns listade.